# Валентин Вільчек
Валентин Вільчек (лат. Valentinus Wilczek) (д/н — після 1586) — львівський міщанин, райця, бурмистр міста.

## Життєпис
Походив з львівського патриціанського роду Вільчеків. Син Станіслава Вільчека, війта і бурмістра, від його другої дружини Анни (прізвище невідоме). При прийнятті львівського громадянства разом з братами Мартином і Яном згадується як такий, що належить до цеху різників.

Ймовірно з кінця 1550-х роках був райцею. У 1568, 1585—1586 роках обіймав посаду королівського бурмістра Львова, а 1583 року — бурмістра поспільства. Разом з іншими райцями активно сприяв посиленню влади патриціату в місті. Внаслідок чого міщани у 1576 році звернулися зі скаргою до короля.

У 1580 році видав доньку Анну за італійського купця Урбана делла Ріпа Убальдіні, передавши у посаг третину родинної кам'яниці на Ринку. Остання згадка про Валентина Вільчека припадає на 1586 рік.